# Hachirōgata
Hachirōgata (jap. 八郎潟町 Hachirōgata-machi) – miasto w północnej Japonii, na wyspie Honsiu, w prefekturze Akita, w powiecie Minamiakita. Ma powierzchnię 17,00 km². W 2020 r. mieszkały w nim 5 583 osoby, w 2 134 gospodarstwach domowych  (w 2010 r. 6 623 osoby, w 2 296 gospodarstwach domowych) .

## Historia
Hachirōgata powstała we wrześniu 1956 roku z połączenia miasteczka Hitoichi i wsi Omogata

## Geografia
Miasteczko położone jest w środkowo-zachodniej części prefektury nad zbiornikiem Hachirō-gata, gdzie zajmuje powierzchnię 17,00 km², będąc najmniejszym miasteczkiem prefektury.
Przez Hachirōgatę przebiegają: linia kolejowa Ōu-honsen z jedną stacją Hachirōgata, autostrada Akita Jidōsha-dō oraz drogi krajowe 7 i 15.

Hachirōgata w prefekturze Akita

## Demografia
| 1995  | 2000  | 2005  | 2010  | 2015  | 2020  |
| ----- | ----- | ----- | ----- | ----- | ----- |
| 7 768 | 7 533 | 7 093 | 6 623 | 6 080 | 5 583 |